# لي هارفي
لي هارفي (بالإنجليزية: Lee Harvey)‏ (21 ديسمبر 1966 بهارلو في المملكة المتحدة - ) هو لاعب كرة قدم بريطاني في مركز الدفاع. شارك مع منتخب إنجلترا تحت 18 سنة لكرة القدم. أما مع النوادي، فقد لعب مع ستيفيناغ بوروه ونادي برينتفورد ونادي ليتون أورينت ونوتينغهام فورست وBedford Town F.C. ‏ وسانت ألبانز سيتي.

## وصلات خارجية
- لي هارفي على موقع قاعدة بيانات كرة القدم.إي يو (الإنجليزية)
- لي هارفي على موقع Soccerbase.com (لاعب) (الإنجليزية)